# Eddie Holland
Eddie Holland, eg. Edward Holland, Jr, född 30 oktober 1939 i Detroit i Michigan, är en amerikansk låtskrivare, musikproducent och sångare.
Medlem i den framgångsrika låtskrivartrion "Holland-Dozier-Holland" tillsammans med brodern Brian Holland och Lamont Dozier. De tre skrev en lång rad hits för skivbolaget Motown, bland annat för The Supremes, The Four Tops och Martha and the Vandellas. Eddie Holland hade själv en hit med låten Jamie 1962.
Holland-Dozier-Holland valdes in i Rock and Roll Hall of Fame 1990.